# Krzeszna
Krzeszna (kaszub. Krzeszna) – wieś w północnej Polsce, położona w województwie pomorskim, w powiecie kartuskim, w gminie Stężyca. Krzeszna jest częścią składową sołectwa Potuły. Położona na Kaszubach.
Do 2001 r. istniały miejscowości: Stara Krzeszna, kolonia wsi Potuły; oraz Mała Krzeszna, część kolonii Stara Krzeszna. Nazwy te zlikwidowano.
Krzeszna 31 grudnia 2011 r. miała 85 stałych mieszkańców.
Ze stoków Wzgórz Szymbarskich rozpościera się panoramiczny widok na jeziora Ostrzyckie i Patulskie, będące częścią szlaku wodnego „Kółko Raduńskie”.
Obecnie Krzeszna jest przede wszystkim szybko rozwijającą się wsią letniskową, która zimą staje się ośrodkiem sportów zimowych. Znajdują się tu 4 kolejowe ośrodki rekreacyjno-wczasowe.
Krzeszna znajduje się na trasie dawnej magistrali węglowej Maksymilianowo–Kościerzyna–Gdynia (przystanek kolejowy Krzeszna – kilka połączeń dziennych z Gdynią i Kościerzyną). Prowadzi tędy również turystyczny  Szlak Kaszubski.

## Nazwa miejscowości
Nazwa miejscowości wywodzi się od rodziny Krusina, którzy przez kilka pokoleń prowadzili (od 1641) w tym miejscu karczmę.
Alternatywne historycznie nazwy: Karczma Nadolna albo Kruzin (1664, 1672, 1724), Kruzyn, Kruzin, Kruszyn, Krusinno, niem. Kresin, Kruszyno (XIX), Krzeszna (XX), niem. nazwa okupacyjna Groß Kressin (1939–1945). Forma Krzeszna nawiązuje do kaszubskiego rzeczownika krzesznia (czereśnia).

## Chronologia wydarzeń
Tereny Krzesznej należały:
- do 1308 – do kasztelanii w Chmielnie (Księstwo pomorskie)
- od 1308 – do państwa krzyżackiego
- 1466–1772 – do I Rzeczypospolitej
- od 1772 – zabór pruski, terytorium Prusy
- od 1793 – do Rejencji Zachodniopruskiej w Kwidzynie (Prusy Zachodnie)
- od 1815 – do Rejencji w Gdańsku (Prusy Zachodnie)
- 1818–1920 – do powiatu kartuskiego (Prusy Zachodnie)
- 1920–1939 – do powiatu kartuskiego (II Rzeczpospolita)
- 1939–1945 – do powiatu kartuskiego (III Rzesza)
- 1945–1975 – do gminy Stężyca, powiatu kartuskiego, województwa gdańskiego (PRL)
- 1975–1998 – do gminy Stężyca, województwa gdańskiego (Polska Rzeczpospolita Ludowa, Rzeczpospolita Polska)
- od 1999 – do gminy Stężyca, powiatu kartuskiego, województwa pomorskiego (Rzeczpospolita Polska)